# Национална библиотека Естоније
Национална библиотека Естоније (ест. Eesti Rahvusraamatukogu, званична скраћеница - RR) је национална јавна институција у Естонији. Основана је као парламентарна библиотека Естоније 21. децембра 1918. године.
Библиотека је јавно правно лице и у својим активностима се руководи Законом о Националној библиотеци, другим законским актима и Повељи библиотеке. Главно управно тело је Веће библиотеке, чије чланове именује естонски Парламент.

## Историја
Привремена влада Републике Естоније донела је 21. децембра 1918. године одлуку о оснивању Државне библиотеке. Примарна збирка Библиотеке бројала је око 2.000 наслова потребних за доношење закона и Владе, а први корисници су били чланови Парламента. Библиотека је била смештена у две мале просторије у дворцу Томпеа, у згради Парламента.
За време независне Републике Естоније од 1918-1940, библиотека се брзо развијала. Обавезни примерак свих штампаних материјала објављених у Естонији почела је да добија 1919. године. Први међународни споразуми о размени закључени су 1921. године. Естонија је 1935. прославила 400. годишњицу прве књиге објављене на естонском језику. Државна библиотека је те исте године успоставила архивску збирку свих публикација на естонском језику и о Естонији. То је био почетак систематског прикупљања штампаног материјала о Естонији и балтичким земљама. Тридесетих година прошлог века, Државна библиотека је постала више од парламентарне библиотеке. Фонд је нарастао на око 50.000 публикација, а читалаштво је обухватало истакнуте интелектуалце, културне и јавне личности.
Совјетском окупацијом 1944. године, библиотека је постала јавна библиотека, под називом Државна библиотека Естонске ССР. Функционисала је у складу са совјетским прописима о библиотеци. Рад у библиотеци доживео је дубоке промене: прекинуте су све везе са страним библиотекама; доминирале су руске публикације, од којих је већина чинила совјетски обавезни примерак; већи део естонских публикација је стављен у збирке са ограниченим приступом. Између 1948. и 1992. године Библиотека је била смештена у некадашњој Естонској витешкој кући у историјском центру Талина.
Државна библиотека је 1953. године добила име по Фридриху Реинхолду Креутзвалдију, истакнутој јавној личности периода буђења Естоније и аутору естонске епске песме "Kalevipoeg". До 1953. збирка библиотеке већ је достигла милион примерака.
Ослободилачки покрет који је почео у балтичким земљама у другој половини осамдесетих година прошлог века, као и обнова независне Републике Естоније (20. августа 1991. године), значајно је променила улогу библиотеке. Године 1988. Државна библиотека Фридрих Рејнхолд Креутзвалд је преименована у Националну библиотеку Естоније са задатком да прикупља, чува и обезбеђује приступ свим публикацијама објављеним на естонском језику, као и свим информацијама о Естонији. Национална библиотека Естоније је 1989. године поново добила статус парламентарне библиотеке која је задужена за информисање Парламента и Владе.
Данас је Национална библиотека Естоније правно лице које послује у складу са Законом о Националној библиотеци Естоније (усвојен 1998. године и допуњен 2002. и 2006. године) и Статутом. Моћ одлучивања је у надлежности Већа Националне библиотеке, чије чланове именује Парламент.

## Мисија
Мисија Националне библиотеке Естоније је да прикупља, чува и обезбеђује приступ свим публикацијама објављеним у Естонији, на естонском језику и о Естонији, без обзира на место издавања. Према томе, она је чувар естонског националног знања и наслеђа и представља културни центар земље. Служи као национална и парламентарна библиотека. Такође је и национални центар библиотекарских и информационих наука као и место за континуирано образовање библиотекара.

## Фонд
Библиотека поседује око 3,2 милиона књига. Уз књиге садржи и аудио записе, актуалне серије, филмове и видео записе, графичке материјале, рукописе, мапе, микрооблике и слично. Фонд Библиотеке састоји се од три збирке: 
1. архивске збирке (550.000 наслова објављених од 1861. до данас),
2. збирке ретких књига (27.000 књига на естонском језику објављених пре 1861. и књига на страним језицима бјављених пре 1831. године),
3. главне збирке (2,4 милиона; естонских издања и страних публикација из области хуманистичких и друштвених наука).[2]

## Функције
1. национална библиотека, која прикупља, чува и објављује публикације објављене у Естонији или о Естонији, без обзира на место њиховог објављивања; одржава базу података естонске националне библиографије и води статистичку евиденцију о штампаним публикацијама, а додељује и међународно стандардно нумерисање књигама објављеним у Естонији (ИСБН), периодици (ISSN) и нотним издањима (ИСМН);
2. парламентарна библиотека, која пружа информационе услуге естонском Парламенту и другим главним естонским законодавним институцијама у области хуманистичких и друштвених наука;
3. научна библиотека, која пружа информације за истраживачке активности у хуманистичким и друштвеним наукама, као и разне информативне услуге;
4. центар за истраживање и развој библиотека, који пружа информације о библиотекама, координира рад на професионалној стандардизацији, бави се развојем библиотечке терминологије, организацијом и спровођењем додатне обуке и активно учештвује у међународној библиотечкој сарадњи;
5. културни центар, где се одржавају разне књижевне вечери и ликовне изложбе, конференције, концерти, позоришне представе, филмске вечери и друге културне активности.